# Bosio & Caratsch
Bosio & Caratsch è stato un birrificio italiano fondato a Torino nel 1845. Dopo alcuni decenni di attività e riconoscimenti, nel 1937 l'azienda viene acquistata dal Gruppo Luciani, già proprietario del marchio Pedavena, nonché concessionario italiano della Dreher e della Heineken.
Ha cessato la sua attività nel 1969, chiudendo definitivamente lo storico stabilimento torinese di corso Principe Oddone 81.

## Storia

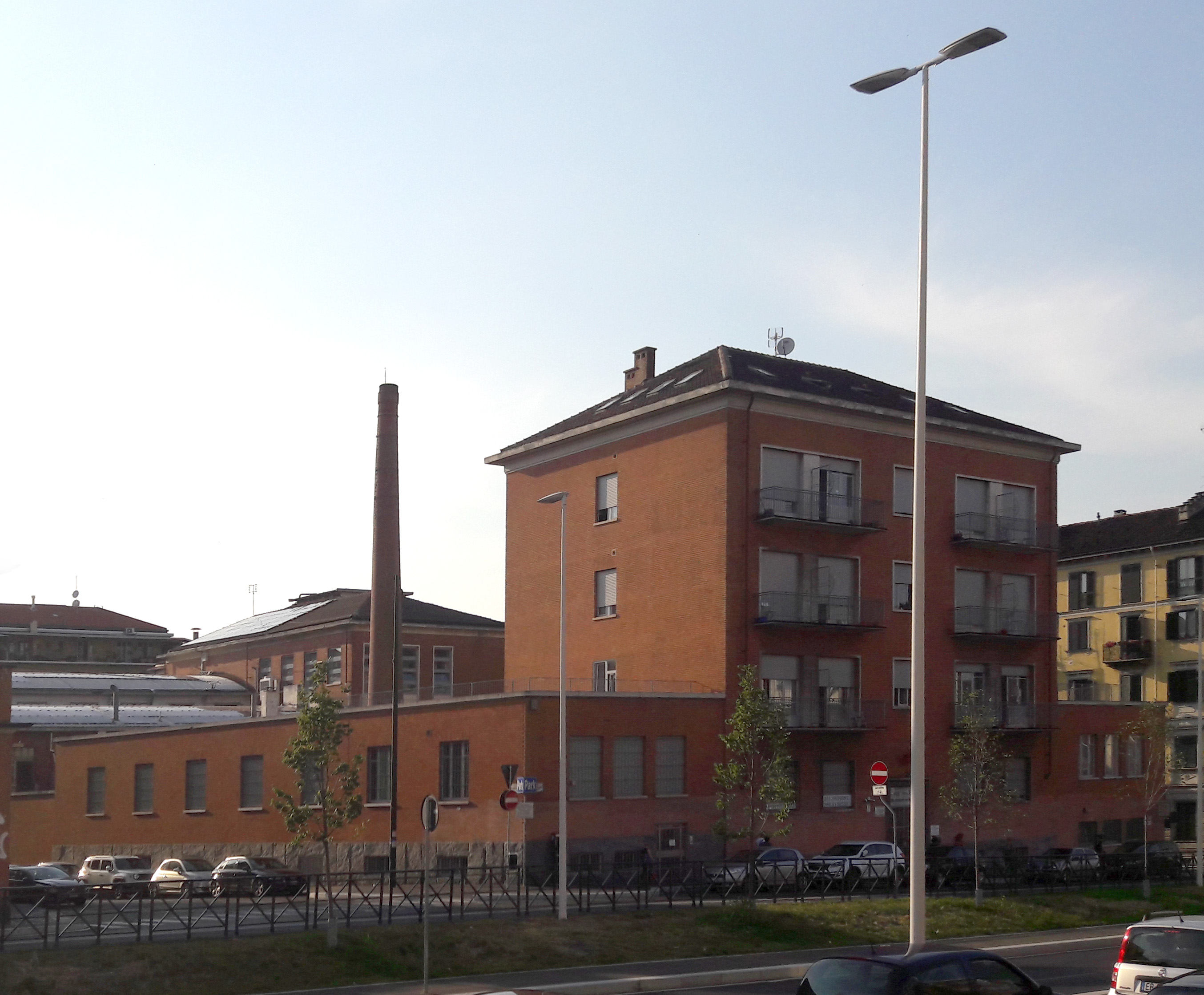
Lo stabilimento visto da corso Principe Oddone

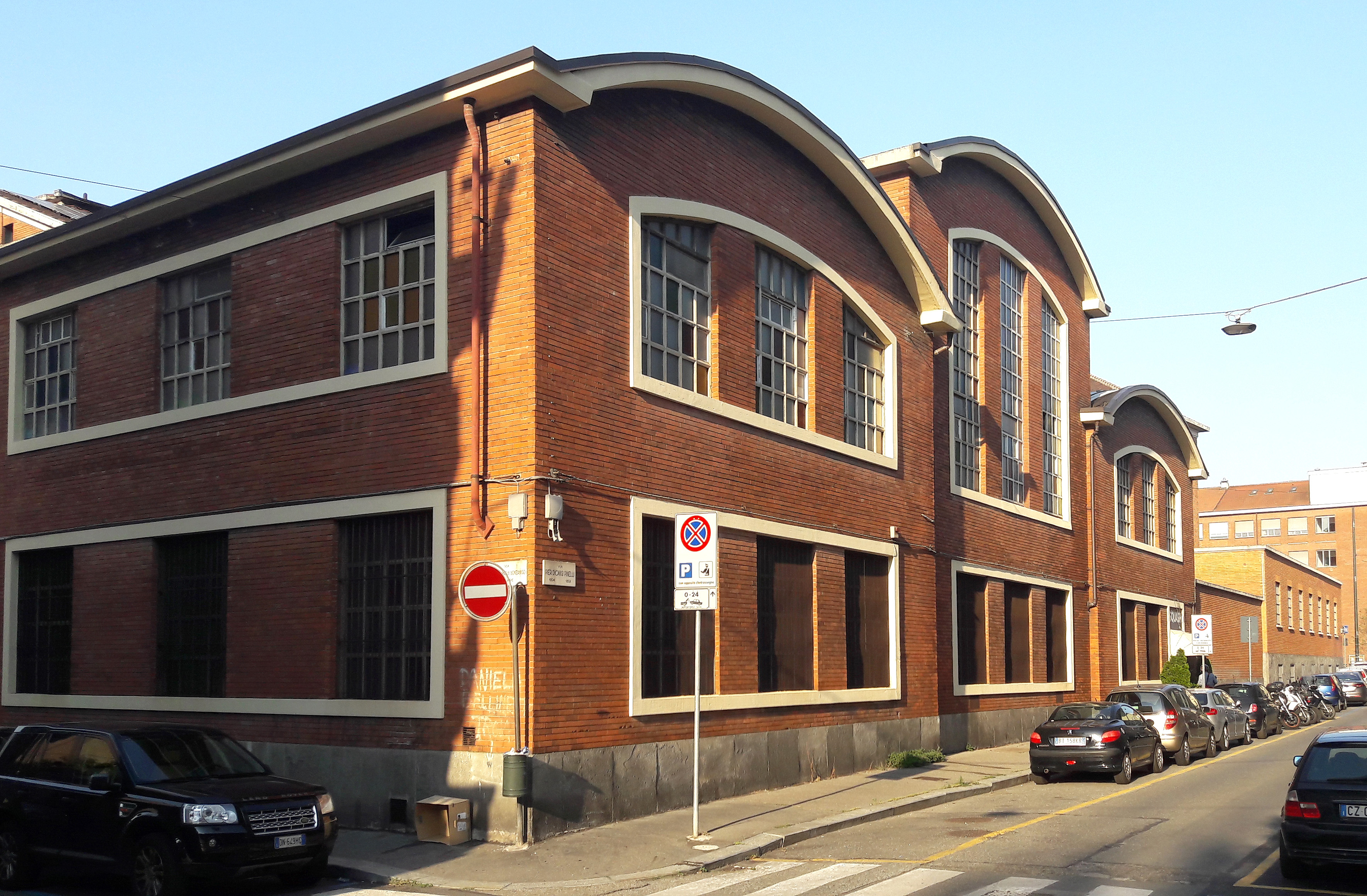
Prospetto laterale dei padiglioni progettati da Pietro Fenoglio

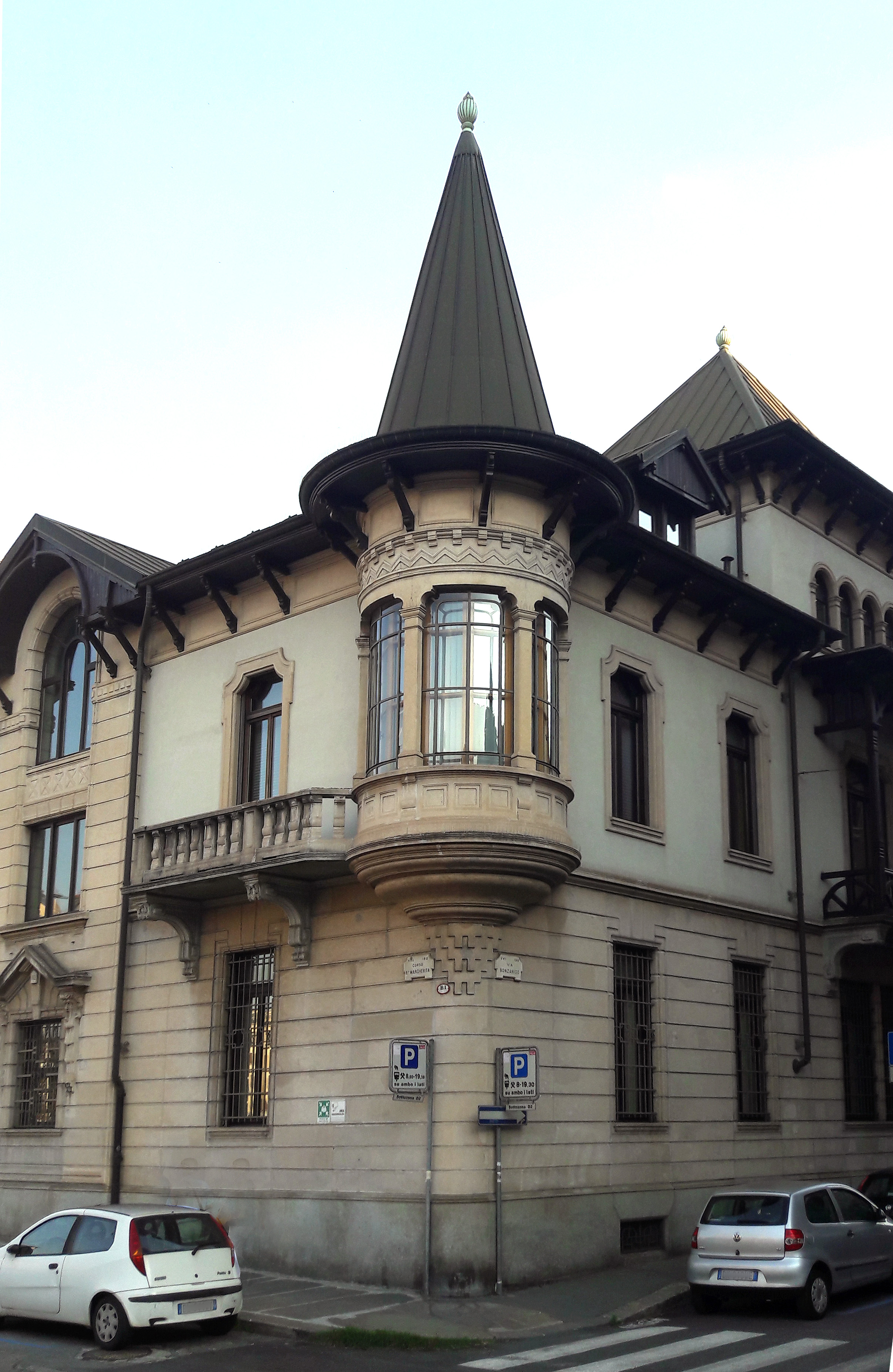
Villa Caratsch in stile Walser progettata da Pietro Fenoglio e un tempo compresa nell'area dello stabilimento

Il birrificio Bosio fu fondato a Torino nel 1845 da Giacomo Bosio come Birreria del Giardino, stabilendo la sua prima sede in via della Consolata, nel centro storico della città.
Nel 1887 il figlio Edoardo Bosio, già noto calciatore fondatore del Nobili Torino, del Torino FCC e del circolo Società Canottieri Armida, insieme al cugino di origine svizzera Simeone Caratsch ereditarono l'azienda di famiglia e decisero di trasferire la produzione nel nuovo stabilimento di borgo San Donato. La nuova sede si estendeva per 8.000 m² e impiegava una forza lavoro di circa trenta persone tra operai e impiegati, inoltre comprendeva grandi magazzini, una birreria per la degustazione e un ampio salone denominato Kegelbahn, dove veniva celebrata annualmente una versione torinese dell'Oktoberfest; la produzione annua raggiunse una produzione di oltre 7.000 ettolitri di birra. Nel 1898 l'azienda cambiò la ragione sociale in Bosio & Cartasch e ottenne il primo riconoscimento ufficiale ricevendo la medaglia d'oro all'Esposizione dell'Industria Italiana di Torino.
L'attività proseguì fiorente, divenendo anche fornitore ufficiale del Regio Esercito e nel 1911 ottenne un ulteriore riconoscimento ricevendo una seconda medaglia d'oro all'Esposizione Internazionale di Torino; lo stabilimento torinese vide un nuovo ampliamento progettato da Pietro Fenoglio, che si occupò anche della contestuale realizzazione della villa padronale affacciata su corso Regina Margherita.
Durante il ventennio fascista, complice la nuova politica di autarchìa economica imposta dal regime che vietava di importare prodotti stranieri, la produzione della birra aumentò notevolmente riuscendo a conquistare anche i mercati delle colonie italiane dell'Africa. Alla fine degli anni venti del Novecento il vecchio stabilimento venne parzialmente demolito per far spazio al nuovo ampliamento su via Principessa Clotilde 1 che ospitò i nuovi impianti alimentati a energia elettrica e un nuovo sistema di imbottigliamento automatizzato a scorrimento, arrivando a produrre fino a 15.000 ettolitri di birra annui. In questi anni la Bosio & Caratsch affidò la propria immagine pubblicitaria al noto artista futurista di origini bulgare Nicolaj Diulgheroff, che nel 1936 ridisegnò il logotìpo in stile razionalista e che venne utilizzato fino alla dismissione del marchio.
Nel 1944 la Bosio & Caratsch mutò nuovamente la propria ragione sociale in Fabbrica Birra Bosio & Caratsch S.p.A. e, insieme alla concorrente torinese Metzger, venne rilevata dal Gruppo Luciani; nel 1952 esso confluì nella Holding Mobiliare Industriale Cisalpina di Milano 
che detenne la proprietà dei marchi fino alla metà degli anni settanta ma che già nel 1969 decretò la chiusura dello storico stabilimento torinese e ritirò il marchio dal mercato.
Dagli anni ottanta del Novecento i vari edifici che formavano il complesso dello stabilimento Bosio & Caratsch sono stati venduti a differenti società private ed enti tra cui il Gruppo SIAS e il Comune di Torino che ha destinato parte del vecchio stabilimento a magazzino per le aste giudiziarie.